# Florence Eldridge
Pour les articles homonymes, voir Eldridge.

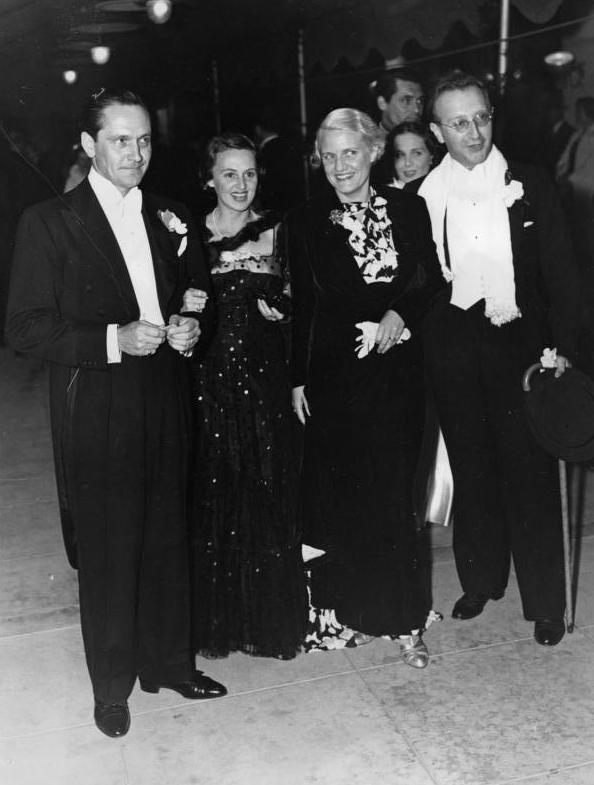
De gauche à droite (au premier plan) : Fredric March, son épouse Florence Eldridge, la princesse et le prince Löwenstein, à la première du film Anthony Adverse, en 1936

Florence Eldridge est une actrice américaine, de son vrai nom Florence McKechnie, née à New York — Brooklyn — (État de New York, États-Unis) le 5 septembre 1901, décédée à Long Beach (Californie, États-Unis) le 1er août 1988.

## Biographie
En 1918, Florence Eldridge débute au théâtre à Broadway, dans une comédie musicale. Elle joue ensuite sur les scènes new-yorkaises exclusivement dans des pièces, vingt-deux au total. La dernière est la création à Broadway, en 1956, de Long Day's Journey Into Night (Le Long Voyage vers la nuit) d'Eugene O'Neill — qui lui vaut une nomination au Tony Award de la meilleure actrice en 1957 —, jouée 390 fois jusqu'en 1958, aux côtés de son mari, Fredric March (tout comme les huit pièces précédentes : voir la rubrique "Théâtre" ci-dessous).
Au cinéma, Florence Eldridge participe à dix-huit films seulement — dont sept avec son époux —, le premier (muet) en 1923, les suivants en 1929 et dans les années 1930, avant quatre derniers films en 1948, 1949 et 1960. Notons qu'elle personnifie la reine Élisabeth Ire d'Angleterre en 1936, dans Marie Stuart, puis la reine Isabelle Ire de Castille en 1949,  dans Christophe Colomb (où Fredric March interprète le rôle-titre).
À la télévision, dans les années 1950, elle participe à quatre séries consacrées au théâtre, avant une ultime apparition à l'écran en 1978, dans un téléfilm de George Schaefer, First, you cry.

## Filmographie complète
- 1923 : Vivons cachés (Six Cylinder Love)  d'Elmer Clifton
- 1929 : The Eligible Mr. Bangs de Hugh Faulcon
- 1929 : The Studio Murder Mystery de Frank Tuttle
- 1929 : L'Affaire Greene  (The Greene Murder Case), de Frank Tuttle
- 1929 : Charming Sinner de Robert Milton
- 1930 : The Matrimonial Bed de Michael Curtiz
- 1930 : La Divorcée (The Divorcee) de Robert Z. Leonard
- 1932 : Treize Femmes ou Hypnose (Thirteen Women) de George Archainbaud
- 1933 : The Great Jasper de J. Walter Ruben
- 1933 : Dangerously Yours de Frank Tuttle
- 1933 : La Déchéance de miss Drake (The Story of Temple Drake) de Stephen Roberts
- 1934 : Un héros moderne (A Modern Hero) de Georg Wilhelm Pabst
- 1935 : Les Misérables (titre original) de Richard Boleslawski
- 1936 : Marie Stuart (Mary of Scotland) de John Ford
- 1948 : Another Part of the Forest de Michael Gordon
- 1948 : Le Droit de tuer (An Act of Murder) de Michael Gordon
- 1949 : Christophe Colomb (Christopher Columbus) de David MacDonald
- 1960 : Procès de singe (Inherit the Wind) de Stanley Kramer

## Théâtre (à Broadway)
Pièces, sauf mention contraire

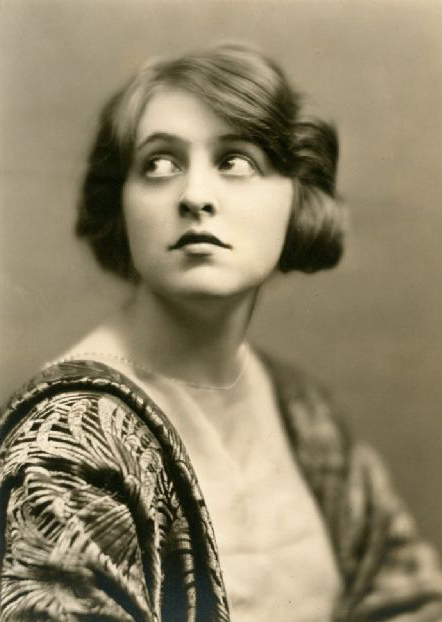
En 1922

- 1918 : Rock-a-Bye Baby, comédie musicale, musique de Jerome Kern, lyrics d'Herbert Reynolds, livret d'Edgar Allan Woolf et Margaret Mayo, avec Louise Dresser, Alan Hale, Frank Morgan
- 1919 : Pretty Soft de Paul M. Porter, d'après Anthony Mars
- 1921 : Ambush d'Arthur Richman
- 1922 : The Cat and the Canary de John Willard, avec Blanche Friderici, Henry Hull, John Willard
- 1922-1923 : Six personnages en quête d'auteur (Six Characters in Search of an Author) de Luigi Pirandello, adaptation d'Edward Storer, avec Ernest Cossart
- 1923-1924 : Pour avoir Adrienne (The Love Habit) de Louis Verneuil, adaptation de Gladys Unger, avec Ernest Cossart
- 1924 : Cheaper to marry de Samuel Shipman, avec Berton Churchill, Alan Dinehart, Robert Warwick
- 1924 : Bewitched d'Edward Sheldon et Sidney Howard, production de John Cromwell
- 1925-1926 : Young Blood de (et mise en scène par) James Forbes, avec Helen Hayes
- 1926 : Gatsby le Magnifique (The Great Gatsby) d'Owen Davis, d'après le roman éponyme de F. Scott Fitzgerald, avec Porter Hall
- 1926 : A Proud Woman d'Arthur Richman, avec Elisabeth Risdon
- 1927 : Off-Key d'Arthur Caesar, avec Lucile Watson
- 1930 : An Affair of State de Robert L. Buckner, avec Leonard Carey
- 1936 : Days to come de Lillian Hellman, mise en scène et production d'Herman Shumlin, avec Charles Dingle, Joseph Sweeney
- 1938 : Yr. Obedient Husband d'Horace Jackson, mise en scène de John Cromwell, avec Montgomery Clift, Fredric March, May Whitty
- 1939 : The American Way de George S. Kaufman et Moss Hart, mise en scène de George S. Kaufman, costumes d'Irene Sharaff, avec Jack Arnold, Fredric March
- 1941 : Hope for a Harvest de Sophie Treadwell, avec Fredric March
- 1942-1943 : The Skin of Our Teeth de Thornton Wilder, mise en scène d'Elia Kazan, avec Tallulah Bankhead, Montgomery Clift, Morton DaCosta, Fredric March, E. G. Marshall
- 1946-1947 : Years ago de Ruth Gordon, mise en scène de Garson Kanin, avec Fredric March
- 1950 : Now I lay me down to sleep d'Elaine Ryan, mise en scène de Hume Cronyn, avec Fredric March
- 1950-1951 : Un ennemi du peuple (An Enemy of the People) d'Henrik Ibsen, adaptation d'Arthur Miller, avec Fredric March, Rod Steiger
- 1951 : The Autumn Garden de Lillian Hellman, avec Fredric March, Kent Smith, Jane Wyatt
- 1956-1958 : Le Long Voyage vers la nuit (Long Day's Journey Into Night) d'Eugene O'Neill, mise en scène de José Quintero, avec Fredric March, Bradford Dillman, Jason Robards, Katharine Ross